# Peucedanum opacum
Peucedanum opacum är en flockblommig växtart som beskrevs av Adrien René Franchet. Peucedanum opacum ingår i släktet siljor, och familjen flockblommiga växter. Inga underarter finns listade i Catalogue of Life.